# Louise Brooks
Louise Brooks (Cherryvale, Kansas, 14 de noviembre de 1906-Rochester, Nueva York, 8 de agosto de 1985) fue una actriz, bailarina y escritora estadounidense que se convirtió en una de las caras y estrellas más famosas del cine mudo. Representaba a la perfección el atractivo que demandaba la época. Se la conoce, principalmente, por sus papeles en películas mudas durante la última mitad de la década de los años 1920 en los Estados Unidos y, sobre todo, por tres películas realizadas en Europa entre los años 1929 y 1930.
En una carrera cinematográfica que comenzó en 1925 y terminó en 1938, interpretó 24 películas, dos de las cuales han sido consideradas por la revista The New Yorker como obras maestras: La caja de Pandora y Diary of a Lost Girl, ambas realizadas en Berlín por el director alemán Georg Wilhelm Pabst.
Su corte de cabello Bob es el rasgo más distintivo de su imagen, la cual inspiraría incluso personajes de historieta, como la célebre Valentina (1965) del dibujante Guido Crepax.
La banda de synth pop de los años 1980 OMD dedicó su tema "Pandora's Box" a Louise Brooks.  Esta canción está incluida en el álbum Sugar Tax de 1991. En el videoclip del tema se incluyen imágenes del filme de Brooks Pandora's Box.

## Biografía
Mary Louise Brooks nació el 14 de noviembre de 1906 en Cherryvale, Kansas. Su padre Leonard Porter Brooks era un abogado que pasaba más tiempo en el bufete que en casa, mientras su madre Myra Rude era una pianista talentosa que inculcó a sus cuatro hijos (Theodore, Martin, June y Mary Louise) el amor por los libros y la música, a pesar de que ignoraba olímpicamente sus inquietudes anímicas. “Mamá tenía el mismo instinto maternal que un caimán”, escribió años después a un hermano, aunque ya no había rencor en sus palabras. Sin embargo, se preocupó por su educación y costeó los gastos extraordinarios que requería cualquier ampliación de la misma, en su caso la danza. En Wichita (Kansas), adonde se habían trasladado en 1920, Mary Louise leía muchísimo; por ejemplo a Charles Darwin y a clásicos como Emerson, Twain y Goethe, y se gastaba la paga mensual en suscripciones a revistas como Harper’s Bazaar y Vanity Fair. Tenía un talento desmesurado, pero se dio cuenta de que la cultura y un excepcional sentido crítico no eran elementos imprescindibles para lo que ambicionaba.
Más tarde, Brooks describió su ciudad natal como una comunidad típica del Medio Oeste donde la gente "rezaba en el salón y practicaba el incesto en el granero". A los 9 años fue violada por un vecino y a los 14 años bebía alcohol. El temprano trauma físico y psicológico tuvo consecuencias en su vida adulta, reconociendo que era incapaz de amar de verdad: "Debe haber tenido mucho que ver con mi actitud hacia el placer sexual... para mi los hombres agradables, suaves y fáciles nunca son suficientes, tenía que haber un elemento de dominación". Cuando muchos años después, Brooks se atrevió a confesar lo sucedido a su madre, esta sugirió que debió ser culpa de Louise.

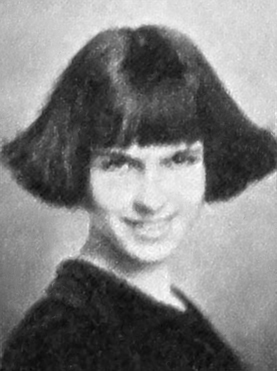
Louise Brooks en 1922, en su graduación del instituto. Llevaba el cabello corto desde la infancia.

A los quince años comenzó una carrera como bailarina; la compañía Denishawn visitó Kansas y Louise ingresó en ella con esa edad, marchando a Nueva York; en esa compañía pudo conocer a Martha Graham, entre las bailarinas y coreógrafas más importantes del siglo XX. Además amistó con Barbara Bennett, hermana de las también actrices Constance Bennett y Joan Bennett, de una adinerada familia de Park Avenue que salían repetidamente en Vogue por su buen vestir. Le abrieron las puertas de sus armarios, de su casa y de la alta sociedad neoyorquina, y realizó una gira que incluyó Londres y París con la citada Escuela de Danza y Artes Relacionadas Denishawn. En Londres fue la primera en bailar el charlestón. Pero su actitud crítica, su desenvoltura y desinhibición, confundidas frecuentemente con la arrogancia, le causaban problemas. En Nueva York fue despedida del famoso Hotel Algonquin, centro de reunión de las mentes más brillantes del mundo farandulesco neoyorkino, donde se ubicaba la ácida tertulia de la Mesa redonda del Algonquín (1919-1929) presidida por Dorothy Parker. El hotel no pudo tolerar el comportamiento de una adolescente que se paseaba con vestidos despampanantes que no dejaban nada a la imaginación. Tras ser despedida de la compañía, encontró trabajo como corista en la revista musical George White's Scandals y como bailarina semidesnuda en las Ziegfeld Follies de Nueva York, la cima a que aspiraban no pocas coristas y flappers. Allí llamó la atención de Walter Langer, un productor de Paramount Pictures, y firmó un contrato por cinco años con el estudio. Apareció en papeles secundarios en varias películas de la productora antes de encarnar a la heroína en Beggars of Life (1928), vestida como un muchacho. Durante tres meses sostuvo una tórrida relación con el casado Charlie Chaplin. Y aunque era bastante discreta, se llegó a saber que Chaplin tenía tanto miedo a las enfermedades venéreas que se pintaba el pene con yodo y cuando su relación terminó él le mandó un cheque de 2.500 dólares. Tampoco pudo evitar filtrar que había pasado por la cama de la deseadísima Greta Garbo y del melancólico Humphrey Bogart. Tuvo dos efímeros maridos: A. Edward Sutherland, director de cine, y Deering Davis, bailarín y millonario con quien formó el dúo de baile Brooks & Davis, que duró tan poco como su matrimonio. Más tarde formaría dueto profesional con Darío Borzani. Ella era consciente de que era incapaz de amar: "El amor es un montaje publicitario y hacer el amor sólo es otra forma de pasar el rato mientras espero la llamada del estudio", dijo. Por entonces, se convirtió en amiga íntima de Marion Davies y se unió al círculo social de William Randolph Hearst en el Castillo Hearst en San Simeón (California).
En el citado primer drama cinematográfico sonoro Beggars of Life (1928), Brooks interpretó a una chica de campo abusada que mata a su padre adoptivo cuando "intenta, una mañana soleada, violarla". Un vagabundo, Richard Arlen, aparece en la escena del crimen y convence a Brooks de que se disfrace de niño y escape de la ley "pasando por los rieles" con él. En un campamento de vagabundos, o "jungla", conocen a otro vagabundo, Wallace Beery. El disfraz de Brooks pronto se descubre y se encuentra a sí misma como la única mujer en un mundo de hombres brutales y hambrientos de sexo. Gran parte de esta película se rodó en las montañas de Jacumba, cerca de la frontera con México, y el micrófono boom fue inventado para esta película por el director William Wellman, quien lo necesitaba para una de las primeras escenas experimentales de conversación en las películas.

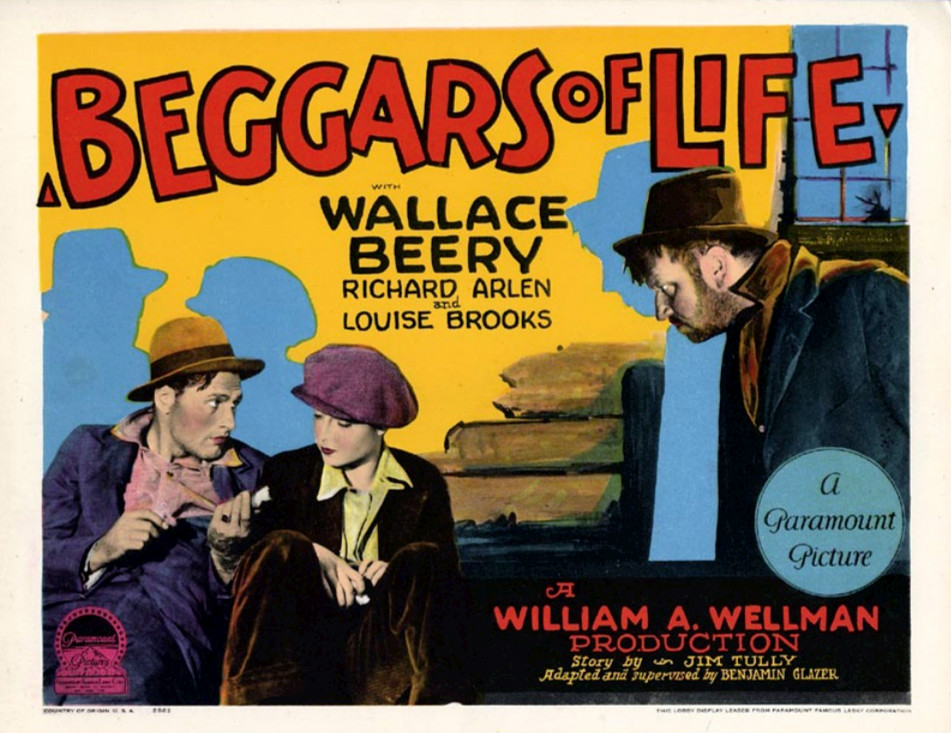
Afiche de Beggars of life / "Mendigos de la vida", 1928.

El rodaje de Beggars of Life resultó ser un calvario para Brooks. Durante la producción, tuvo una aventura de una noche con un doble que, al día siguiente, difundió en el plató el falso rumor malicioso de que Brooks había contraído una enfermedad venérea durante una estancia de fin de semana anterior con un productor, aparentemente Jack Pickford. Al mismo tiempo, las interacciones de Brooks con su coprotagonista Richard Arlen se deterioraron, ya que Arlen era un amigo cercano del entonces esposo de Brooks, Eddie Sutherland, y, según Brooks, Arlen veía con malos ojos sus relaciones casuales con los miembros del equipo. Es más, en medio de estas tensiones, Brooks chocó repetidamente con Wellman, cuyo estilo de dirección arriesgado y temerario casi la mata en una escena en la que se subía imprudentemente a bordo de un tren en movimiento.
Poco después de que se completara la producción de Beggars Of Life, Brooks comenzó a filmar la película de misterio y crimen anterior a Code The Canary Murder Case (1929). En ese momento ella socializaba con personas ricas y famosas y era invitada frecuente del magnate de los medios William Randolph Hearst y su amante Marion Davies en el Castillo Hearst de San Simeón, siendo amiga íntima de la sobrina lesbiana de Davies, Pepi Lederer. Mientras estaba de fiesta con Lederer, Brooks tuvo una breve relación sexual con ella. En algún momento de su amistad, Hearst y Davies se dieron cuenta del lesbianismo de Lederer y Hearst dispuso que Lederer fuera internada en una institución mental por adicción a las drogas. Varios días después de su llegada a la institución, Lederer, la mejor amiga y compañera de Brooks, se suicidó saltando desde una ventana del hospital. Este evento traumatizó a Brooks y probablemente la llevó a una mayor insatisfacción con Hollywood y la costa oeste.
Brooks, que ahora detestaba la "escena" de Hollywood, se negó a quedarse en Paramount después de que se le negara un aumento prometido (solo cobraba por su contrato de un lustro 750 dólares por semana). Al enterarse de su negativa, su amigo y amante George Preston Marshall le aconsejó que navegara con él a Europa para hacer películas con el director G. W. Pabst, el destacado director austriaco. El último día de rodaje de The Canary Murder Case Brooks partió de Paramount Pictures para dejar Hollywood y trasladarse a Berlín para trabajar con Pabst. No fue hasta treinta años más tarde que esta decisión rebelde sería vista como posiblemente la más beneficiosa para su carrera, asegurando su inmortalidad como leyenda del cine mudo y espíritu independiente. 
Tras finalizar su carrera cinematográfica en 1938, y bailar en algunos clubes nocturnos, optó por volver a Wichita (Kansas), donde había crecido, pero "descubrí que los ciudadanos no podían decidir si me despreciaban por haber tenido éxito fuera de casa o por ser ahora un fracaso entre ellos". Tras fallar un intento de abrir una escuela de baile, decidió establecerse en Nueva York, ciudad en la que trabajó como vendedora en una tienda de Saks Fifth Avenue y, más adelante, como cortesana con unos pocos clientes ricos en su agenda, la mayoría admiradores de su época de fama a finales de los años 20 y, finalmente, a medida que su economía se deterioraba, de acompañante de hombres ricos para una agencia neoyorquina.

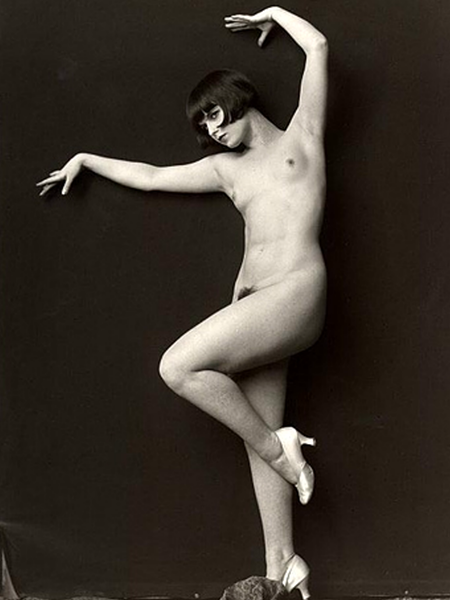
Brooks demandó en 1928 al fotógrafo John de Mirjian para evitar que publicara los retratos que le tomó desnuda cuando aún era una corista.

A principios de los años 1950, los historiadores franceses de cine redescubrieron la figura de Louise Brooks en una retrospectiva sobre cine mudo en la Filmoteca Francesa y proclamaron que era un icono cinematográfico a la altura de Greta Garbo y Marlene Dietrich. Este renovado interés por su figura hizo que se llevasen a cabo diversas retrospectivas que consiguieron rehabilitar su situación en los Estados Unidos. Brooks, pobre, alcoholizada y con tendencias suicidas, se trasladó a Rochester, (Nueva York) en 1956, invitada por el George Eastman House, ahora el Museo Internacional de Fotografía, que conserva la mayor colección de sus películas. Con su ayuda, resurgió y comenzó una más que notoria y prestigiosa carrera como cronista de la época del cine mudo en documentales y revistas especializadas.
Tuvo problemas con el alcohol durante la mayor parte de su vida. Tras vivir muchos años sola, murió el 8 de agosto de 1985 de un ataque al corazón, a la edad de 78 años, después de haber sufrido de artritis y enfisema durante sus últimos años.

## Trayectoria cinematográfica
Louise Brooks comenzó su carrera en el mundo del espectáculo como bailarina en la compañía de danza moderna de la escuela de danza Denishaw, con Martha Graham, Ruth St. Denis y Ted Shaw, pero su tozudez provocó su marcha de la compañía. Bajo la protección de amigos influyentes, consiguió entrar como bailarina en las Ziegfeld Follies de Broadway, donde pronto fue descubierta por la Paramount, los estudios cinematográficos para los que rodó la gran mayoría de sus películas estadounidenses. Su primer film fue The Street Of Forgotten Men, de 1925. Poco después empezaría a interpretar papeles de protagonista en diferentes comedias a lo largo de los años siguientes, una de las cuales, dirigida por Howard Hawks en 1928 y titulada A Girl In Every Port / Una chica en cada puerto, en el que hacía de vampiresa, le ayudó a empezar a ser conocida en Europa.
La que es considerada su mejor actuación en una película estadounidense tuvo lugar en Beggars of Life (1928), donde interpreta a una chica de pueblo víctima de abusos sexuales que huye con dos vagabundos (Richard Arlen y Wallace Beery) a los que conoce en un tren. 
En aquel momento de su vida se movía en los círculos de la alta sociedad y era una convidada habitual en las fiestas de la mansión de William Randolph Hearst. Su peinado corto había creado estilo y muchas mujeres se cortaban el pelo imitándola.

### Período europeo

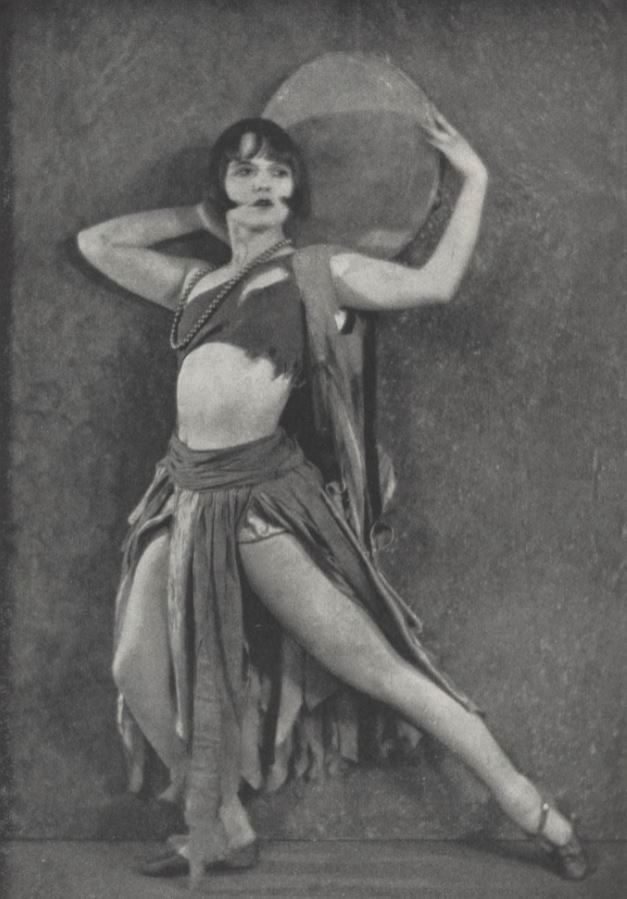
La actriz e intérprete Louise Brooks, en la página 20 de las Paris Nights / Noches de París (junio de 1925). La leyenda hace referencia al espectáculo Louie the 14th en el Cosmopolitan Theatre de la ciudad de Nueva York.

Cuando el cine sonoro entró en escena, y después de negarse a hacer una versión sonora de su película The Canary Murder Case, Brooks, definitivamente insatisfecha con Hollywood, decidió marcharse a Europa para rodar bajo las órdenes del director expresionista alemán Georg Wilhelm Pabst.
En Alemania protagonizará la película de Pabst La caja de Pandora (1928), en la cual interpreta a Lulú, una vampiresa sexual que acaba siendo asesinada a manos de Jack el Destripador, tras arrastrar a todos sus amantes a la perdición. Esta sería la película que convirtió a Louise Brooks en un mito. El film es interesante por el moderno tratamiento que hace de la sexualidad, introduciendo por vez primera la aparición del lesbianismo en la pantalla. A continuación, rodó el drama social Diary of a Lost Girl (Tres páginas de un diario; 1929) y Prix de beauté (1930), esta última rodada en Francia. Las tres películas fueron severamente censuradas en la época, debido a que su contenido fue considerado demasiado “adulto” y al escándalo provocado por el tratamiento abierto de la sexualidad, además de su fuerte crítica social. Pasaron desapercibidas para el gran público porque en aquel momento se produjo la eclosión del cine sonoro, perdiendo el cine mudo rápidamente su atractivo. Sin embargo, serían luego ensalzadas más tarde por la crítica.
Cuando decidió regresar a Hollywood, tras su aventura europea, se encontró con que los estudios la habían incluido en sus listas negras, molestos por su independencia y abierto estilo de vida libertino, así que no volvió a disfrutar del éxito que había tenido antes de marcharse a Europa. Paramount difundió que su voz no era apta para el sonoro, algo completamente falso. Con solo veinticinco años estaba acabada y se arrastró por producciones de serie B coincidiendo con otras glorias expulsadas del Paraíso como Fatty Arbuckle y con estrellas en ciernes como John Wayne, del que se quedó prendada en el western Overland Stage Raiders (1938), año en que se retiró definitivamente.
Se enamoró de James Card, un fan conservdor del Eastman Museum, el museo fotográfico más antiguo del mundo, y se trasladó a Rocester; además se puso a escribir sus recuerdos y reunió los artículos que había publicado; y resultó tan buena escritora como actriz. En 1982 lanzó un libro titulado Lulú en Hollywood recogiendo sus crónicas sobre cine publicados en los años anteriores en revistas de cine, en el que habla de Pabst y el rodaje y alude varias veces a Frank Wedekind. La obra es considerada imprescindible para el conocimiento del Hollywood Clásico. No evitó siquiera mencionar su época más oscura: “Descubrí que la única carrera bien remunerada que me quedaba, como actriz de treinta y seis años sin éxito, era la de una prostituta". También fue vendedora en el Saks de la Quinta Avenida, locutora de radio, bailarina y columnista, pero su sustento acabó llegando de uno de sus amantes, el fundador de la CBS, William S. Paley, quien le otorgó un subsidio de por vida con la condición de que jamás revelase su origen. Rechazó entrevistas; solo las concedió al documentalista Richard Leacock, quien las convirtió en su documental Lulu in Berlin.
Poco antes de su muerte hizo un repaso a cincuenta años de su vida en una carta a su hermano:

Me llena de horror cómo he vivido. Porque he suspendido en todo: ortografía, aritmética, equitación, natación, tenis, golf, baile, canto, interpretación; como esposa, amante, puta, amiga. Hasta en la cocina. Y no me disculpo con la excusa trivial de que  no lo intenté. Lo intenté con toda el alma.

## Citas
- "Todo actor siente una animosidad natural contra cualquier otro actor; presente o ausente, vivo o muerto".
- "No hay otro trabajo que se pareciera más a la esclavitud que el de una estrella de cine".
- "El gran arte del cine no consiste en el movimiento descriptivo de la cara y el cuerpo sino en los movimientos del pensamiento y el alma transmitidos en una especie de intenso aislamiento".
- "Una estrella brilla por sí misma, pero muchas veces la soledad la condena".
- "Una mujer bien vestida, a pesar de que su bolso está dolorosamente vacío, puede conquistar el mundo"